# Italia Almirante Manzini
Italia Almirante Manzini (Tarento, 4 de junio de 1890 – 16 de septiembre de 1941) fue una actriz teatral y cinematográfica de nacionalidad italiana, una de las divas del cine mudo de su país.

## Biografía
Sus padres eran Michele, actor y oficial garibaldino, y Urania Dell'Este, también actriz. El padre era hermano de Nunzio Almirante, quien a su vez era padre del director Mario Almirante y de los actores Ernesto, Giacomo y Luigi. Italia Almirante era tía del periodista y político Giorgio Almirante, hijo de Mario.  
Siendo muy joven se casó con el periodista y escritor Amerigo Manzini, junto al cual actuó en varias ocasiones, tanto en el ámbito teatral como en el cinematográfico.
Inició pronto su carrera en el teatro, actuando para varias compañías, entre las mismas las de Ettore Berti y Alfredo De Sanctis, con la cual hizo una larga gira por Italia y América del Sur.
Almirante debutó en el cine en 1911, inicialmente en papeles de reparto, llegando después a ser la protagonista del film Il poverello di Assisi, producido por la compañía Cines de Roma. Posteriormente pasó a rodar con la productora Savoia Film, de Turín, empezando en 1912 con la cinta Sul sentiero della vipera.
Más adelante fue contratada por Itala Film, otra productora turinesa, debutando con la misma en el film L'ombra del male (1913). Al año siguiente rodó Cabiria, producción en la que encarnó a Sophonisb, y que supuso su consagración artística y el inicio de una brillante carrera cinematográfica que llevó a convertir a Almirante en una de las estrellas italianas más importantes de su época. A lo largo de su trayectoria tuvo la oportunidad de trabajar con directores de la talla de Ugo De Simone, Roberto Roberti, Augusto Genina, Giovanni Pastrone y Gero Zambuto.
En los años 1916 y 1917 trabajó para otras productoras cinematográficas (entre las mismas la romana Latina Ars y Gladiator Film, para las cuales fue primera actriz), al tiempo que actuaba en el teatro en la Compañía Galli-Ciarli-Guasti-Bracci de Dina Galli. Después volvió a Itala,  con la que protagonizó muchas películas de éxito, entre ellas Il matrimonio di Olimpia (1918), Femmina - Femina (1919) y Hedda Gabler (1920). 
En la década de 1920 pasó primero a Fert, y después a Alba Film, y rodó hasta 1927 un número discreto de películas en las que fue dirigida principalmente por su primo, Mario Almirante. Tras la interpretación del film La bellezza del mondo (1927) volvió a actuar ya definitivamente en el teatro, medio en el cual trabajó para las compañías de Ruggero Ruggeri y de su primo Luigi Almirante (director de la Compañía Italia Almirante Manzini).
Almirante reapareció en el L'ultimo dei Bergerac (1934), único film sonoro de su carrera.
En 1935 viajó a Brasil, país en el cual interpretó obras teatrales, falleciendo en la ciudad brasileña de Sao Paulo en 1941 como consecuencia de la picadura de un insecto venenoso. Tenía 51 años de edad. Fue enterrada en el Cementerio Campo Verano, en Roma, Italia.

## Selección de su filmografía
| - Gerusalemme, de Enrico Guazzoni (1910) - Il poverello di Assisi, de Enrico Guazzoni (1911) - Sul sentiero della vipera, de Oreste Mentasti (1912) - La fuggitiva, de Roberto Danesi (1912) - La miniera di ferro, de Oreste Mentasti (1912) - L'ombra del male, de Gino Zaccaria (1913) - Cabiria, de Giovanni Pastrone (1914) - I pericoli dei travestimenti, de Émile Vardannes (1914) - La rivincita, de Eugenio Testa (1914) - Sul limite della follia, de Riccardo Tolentino (1916) - L'amazzone macabra, de Ugo De Simone (1916) - Il cadavere scomparso, de Telemaco Ruggeri (1916) - Notte di tempesta, de Guglielmo Zorzi (1916) - Voluttà di morte, de Ugo De Simone (1917) - Tua per la vita, de Ugo De Simone (1917) - Rose vermiglie, de Febo Mari (1917) - La musa del pianto e quella del sorriso, de Amerigo Manzini (1917) - Maternità, de Ugo De Simone (1917) - Ironie della vita, de Mario Roncoroni (1917) - La figlia della tempesta, de Ugo De Simone (1917) - Crevalcore, de Romolo Bacchini (1917) - Passion tzigane, de Umberto Paradisi (1918) - Il matrimonio di Olimpia, de Gero Zambuto (1918) - Maciste poliziotto, de Roberto Roberti (1918) | - Maciste medium, de Vincenzo Denizot (1918) - Maciste atleta, de Vincenzo Denizot y Giovanni Pastrone (1918) - Femmina - Femina, de Augusto Genina (1918) - La maschera e il volto, de Augusto Genina (1919) - Hedda Gabler, de Gero Zambuto y Giovanni Pastrone (1920) - Orizzontale, de Gennaro Righelli (1920) - I due crocifissi, de Augusto Genina (1920) - Martirio, de Gabriel Moreau (1920) - L'innamorata, de Gennaro Righelli (1920) - La cugina, de Gero Zambuto (1920) - Zingari, de Mario Almirante (1920) - I tre amanti, de Guglielmo Zorzi (1921) - La statua di carne, de Mario Almirante (1921) - Il fango e le stelle, de Pier Angelo Mazzolotti (1921) - Il sogno d'amore, de Gennaro Righelli (1922) - Marthú che ha visto il diavolo, de Mario Almirante (1922) - La maschera del male, de Mario Almirante (1922) - La grande passione, de Mario Almirante (1922) - La piccola parrocchia, de Mario Almirante (1923) - L'ombra, de Mario Almirante (1923) - L'arzigogolo, de Mario Almirante (1924) - La bellezza del mondo, de Mario Almirante (1926) - L'ultimo dei Bergerac, de Gennaro Righelli (1934) |